# Crypto art
Crypto art, també anomenat com CryptoArt o Cryptoart, és una categoria d'art relacionada amb la tecnologia Blockchain. Emergint com un nínxol de gènere de la feina artístic després del desenvolupament de blockchain, xarxes com ara Bitcoin i Ethereum a mitjans i finals dels anys 2010, l'art cripto es va fer popular en gran part a causa de la capacitat sense precedents que ofereix la tecnologia subjacent per purament obres d'art digitals a ser comprat, venut o recollit per qualsevol persona de manera descentralitzada.

## Definició
Tot i que no hi ha una definició consensuada per al terme, actualment existeixen dues interpretacions habituals entre els artistes criptogràfics i els seus col·leccionistes. El primer, referent a les obres d'art de temàtica criptogràfica o aquelles amb temes centrats en la cultura, la política, l'economia o la filosofia que envolten la tecnologia de blockchain i criptomoneda. La segona definició, més popularitzada, inclou obres d'art digitals que es publiquen directament a una cadena de blocs en forma de testimoni no fungible (NFT), que fa possible la propietat, la transferència i la venda d'una obra d'art d'una manera criptogràfica segura i verificable manera.
Tanmateix, sovint es pot produir confusió quan s'intenta definir formalment l'art cripto, ja que les zones i matisos grisos fan que sigui una mica difícil fer-ho. Per exemple, la tecnologia blockchain també s'ha utilitzat per registrar i autenticar públicament obres d'art físiques preexistents per diferenciar-les de falsificacions i verificar-ne la propietat mitjançant rastrejadors físics o etiquetes. No és clar si es poden classificar aquestes obres d'art com a criptografia.

## Història
2013
Kevin Abosch llança el seu llibre conceptual titulat Banc en què l'artista recopila 500 claus públiques i privades de Bitcoin aparellades en un llibre d'edició limitada de 50 i el declara banc.
2014
Monegraph llança el primer mercat per registrar art a la cadena de blocs de Bitcoin.
2015
L'artista Sarah Meyohas llança BitchCoin al febrer, una moneda digital per comprar art i invertir en l'artista.
Llançaments atribueixen al juny, utilitzant blockchain de Bitcoin a artistes d'ajuda reclama la propietat del seu treball.
Verisart es llança al juliol per utilitzar el Blockchain per verificar l'autenticitat de les obres d'art mitjançant la creació d'un llibre major d'obres autenticat a tot el món.
2016
Els cromos de Pepe Rare es llancen a l'octubre a la cadena de blocs Bitcoin mitjançant Counterparty.
2017
Al maig, llança Curio Cards, un joc de cromos digitals a Ethereum.
Al juny, es llança CryptoPunks. Com a primeres implementacions de contractes NFT a la cadena de blocs d'Ethereum , CryptoPunks representa un conjunt limitat de 10.000 figures digitals, de baixa resolució i d'estil retrat, generades algorítmicament. DADA.nyc llança a l'octubre la seva primera col·lecció d'edició limitada Creeps and Weirdos a Ethereum.
Al novembre, es llança Cryptokitties. El joc en línia de recollida, cria i venda de gats virtuals en forma de NFT a la cadena de blocs d'Ethereum havia registrat més d'un milió de dòlars en volum de transaccions en una setmana.
2018
IAMA COIN El gener de 2018, l'artista Kevin Abosch va crear 10.000.000 d'obres d'art virtuals consistents en fitxes criptogràfiques a l'Ethereum Blockchain. A l'artista també se li va extreure la sang amb la qual va realitzar 100 obres d'art físiques impreses amb una adreça de cadena de blocs alfanumèrica 42 corresponent a la creació de les seves obres virtuals. Les fitxes criptogràfiques s'anomenen monedes IAMA i fan referència al símbol IAMA a la cadena de blocs.
El 14 de febrer de 2018, l'obra virtual Forever Rose de l'artista Kevin Abosch , que consisteix en un únic testimoni ERC-20 a la cadena de blocs Ethereum, es va vendre a un grup de deu col·leccionistes d'art per un rècord d'1 milió de dòlars.
Yellow Lambo de l'artista Kevin Abosch: l'obra d'art està composta per 42 alfanumèrics en línia en neó groc que representen l'adreça del contracte de cadena de blocs per a un testimoni únic no fungible, un NFT anomenat YLAMBO, que Abosch també va crear. Abosch va batejar l'obra amb l'etiqueta #lambo, que els entusiastes de les criptomonedes solen utilitzar en fòrums en línia. El 26 d'abril de 2018, al Si és així, què? fira d'art a San Francisco, Califòrnia, l'escultura d'Abosch titulada Yellow Lambo es va vendre a l'antic COO de Skype Michael Jackson per 400.000 dòlars EUA, més que el preu base d'un automòbil Lamborghini Aventador del 2018.
PRICELESS: una col·laboració entre els artistes Kevin Abosch i l'artista xinès Ai Weiwei formada principalment per dues fitxes ERC-20 estàndard a la cadena de blocs Ethereum, anomenades PRICELESS (PRCLS és el seu símbol). Una d'aquestes fitxes no està disponible per a ningú per sempre, però l'altra està destinada a la distribució i és divisible fins a 18 xifres decimals, és a dir, que es pot regalar un quintilionèssim a la vegada. Es va cremar una quantitat nominal del testimoni distribuïble (es va posar a les carteres digitals amb les claus llençades) i aquestes adreces de cartera es van imprimir en paper i es van vendre als compradors d'art en una sèrie de 12 obres físiques. Cada adreça de cartera alfanumèrica és un servidor intermediari per a un moment compartit entre Abosch i Ai.
Al gener, Kittyhats, que ven accessoris digitals per a Cryptokitties, demostrant la naturalesa sense permisos dels NFT.
El 13 de gener se celebra a Nova York el primer Rare Art Fest (RareAF), un festival anual dedicat al criptoart. Louis Parker va celebrar una subhasta de Pepe Rare a l'esdeveniment, en què es va vendre la targeta Homer Pepe, un col·leccionable de NFT que mostra la imatge d'una interpretació de Homer Simpson amb estil Pepe, per 39.200 dòlars.
Al juliol, Christies's presenta la primera cimera Art + Tech a Londres dedicada a Blockchain. L'esdeveniment va ser organitzat per Elliot Safra i Anne Bracegirdle. Va comptar amb una taula rodona sobre art digital amb Matt Hall de CryptoPunks, John Zettler, The RARE Network i Judy Mam de DADA.nyc, moderat per Jason Bailey d'Artnome.com.